# TwitchCon
TwitchCon es un evento que se hace dos veces al año, organizado por Twitch Interative. El evento se enfoca en la cultura del streaming y los videojuegos en general. TwitchCon también es una ocasión para que streamers y creadores de contenido aprendan a mejoren la calidad de su transmisión y a aumentar su audiencia.  TwitchCon está abierto a profesionales, streamers y fanáticos; la convención permite a la comunidad,  conocer a sus streamers favoritos, explorar nuevos juegos y productos. La primera vez que se celebró que convención fue en San Francisco en 2015. Cuatro años después, en 2019, se llevó a cabo la primera edición de la convención en Europa. 
Twitch.tv
La última convención tuvo lugar en San Diego en octubre de 2022. TwitchCon normalmente se realiza dos veces al año. Hasta 2023 todas las convenciones de Norteamérica se llevaron en California, en el que se llevará a cabo un evento en Nevada. El ciclo de convenios europeos entre países.

## Historia

### 2015
La inauguración de la TwitchCon se llevó a cabo en Moscone Center en San Francisco entre el 25 y el 26 de septiembre. El evento contó con el discurso de apertura del CEO, Emmett Shear. Todos los paneles se transmitieron por la plataforma.

### 2016
En 2016, la convención se trasladó al Centro de convenciones de San Diego y se amplió a un evento anual de tres días. Se presentaron patrocinadores como Xbox, Truth Social y Amazon Game Studios.

### 2017
En 2017, el evento tuvo lugar en el Centro de Convenciones de Long Beach en Long Beach, California. En esta edición del evento se incluyó a los primeros torneos de e-sports, incluidos H1Z1 Arena, Lineage 2: Revolution 30 vs 30 Fortress Siege Showcase y Power Rangers: Legacy Wars Showdown .

### 2018
En 2018, la TwitchCon tuvo lugar en el Centro de Convenciones McEnery en San José, California. La presentación principal la realizó djWHEAT, director de Twitch Studios, quien dio a conocer sobre las próximas funcionalidades. Twitch Speaks, un formato de conferencias fue presentado por primera vez en esta edición del evento, tuvo la participación de Tony Hawk, Kevin Smith, Felicia Day, Emmett Shear y Ninja. La final de "Fall Skirmish", torneo de Fortnite, se llevó a cabo en este evento, lo que lo convirtió en el segundo más grande evento LAN de Fortnite.

### 2019
La inauguración de la TwitchCon en Europa se dio en CityCube Berlin, Alemania, del 13 al 14 de abril de 2019. El actor, cantante, productor y empresario estadounidense David Hasselhoff apareció como orador motivacional durante el evento. Los asistentes tenían que ser mayores de edad para ingresar al evento.

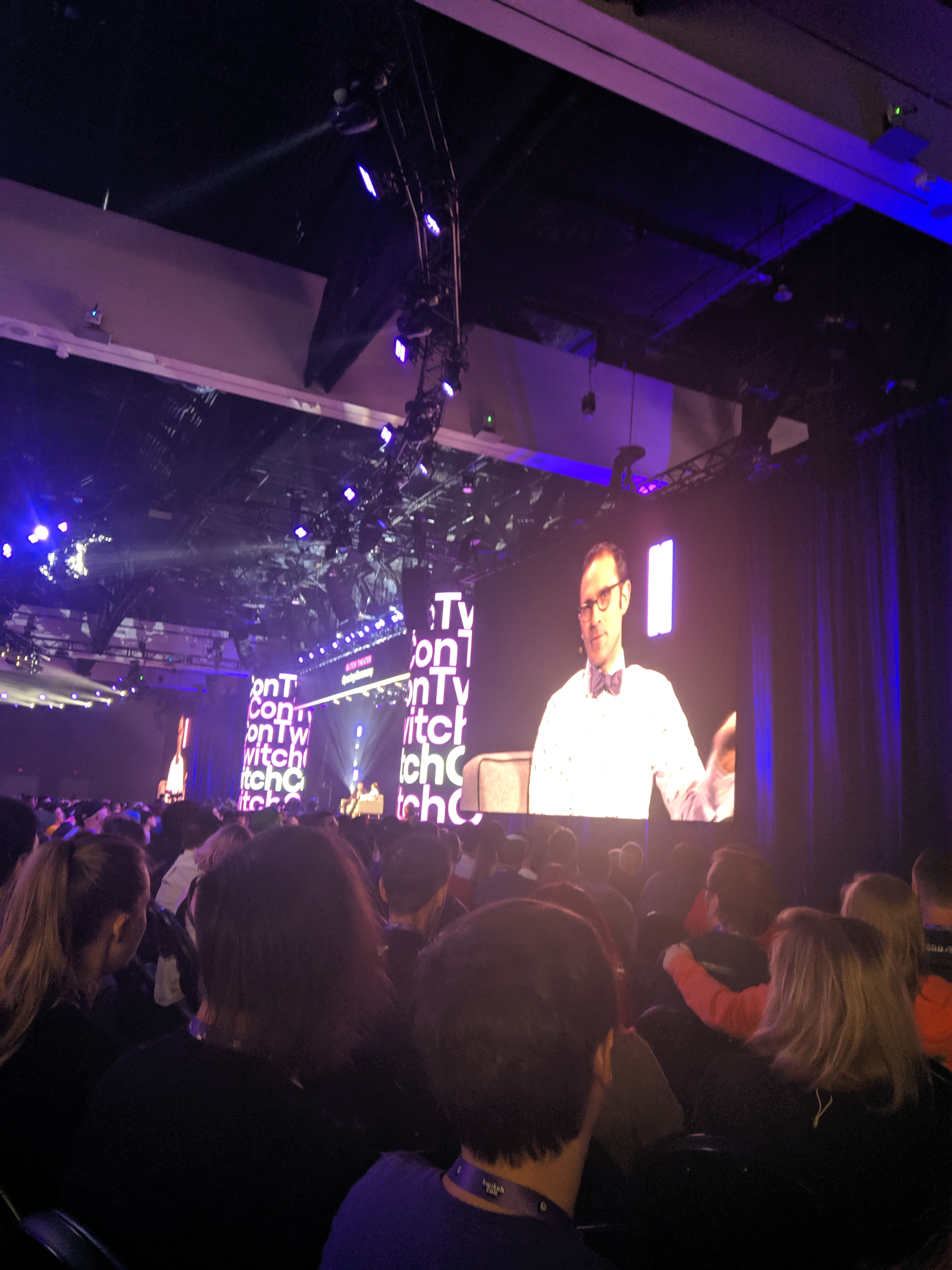
Emmett Shear en la ceremonia de apertura de TwitchCon 2019 en San Diego.

La TwitchCon de Norteamérica regresó a San Diego, del 27 al 29 de septiembre de 2019. Durante el debut se presentó el logo de Twitch actualizado y un nuevo diseño de marca. Esta fue la segunda vez que el evento se lleva a cabo en San Diego; la primera fue en 2016.

### 2020
Debido a la pandemia de la COVID-19, tanto TwitchCon Norteamérica, que estaba agendada para darse en el Centro de Convenciones de San Diego entre el 25 y el 27 de septiembre, como TwitchCon Europa, que estaba programada para realizarse en el RAI Amsterdam Convention Center del 2 y 3 de mayo de 2020, fueron canceladas. En lugar de TwitchCon, el 14 de noviembre de 2020 Twitch celebró una convención virtual de 12 horas llamada "GlitchCon". Las actividades reconocidas fueron del Twitch Rivals para Fortnite y Fall Guys, el Austin Talent Show con los jueces T-Pain y Andy Milonakis. 
Asimismo, durante la celebración del evento se realizó una donación de un millón de dólares a la fundación AbleGamers.
En 2021 no se celebró ningún evento de GlitchCon o TwitchCon. El siguiente evento se llevó a cabo en Ámsterdam en 2022.

### 2022
Después de una interrupción de dos años, TwitchCon Europa regresó en julio de 2022 en el RAI Amsterdam Convention Center.
En 2022, TwitchCon Norteamérica se dio en el Centro de Convenciones de San Diego en octubre. Esta fue la tercera vez que el evento se llevó a cabo en San Diego. Durante el evento se implementaron medidas de prevención de COVID-19, como el uso obligatorio de mascarillas.
La fiesta de TwitchCon San Diego se celebró en Petco Park y contó con la participación de los artistas Meet Me at The Altar, Kim Petras y Megan Thee Stallion . Durante la fiesta, un asistente disfrazado de Master Chief de la serie de videojuegos Halo subió al escenario durante una actuación con Megan Thee Stallion, lo que llamó la atención de los medios.

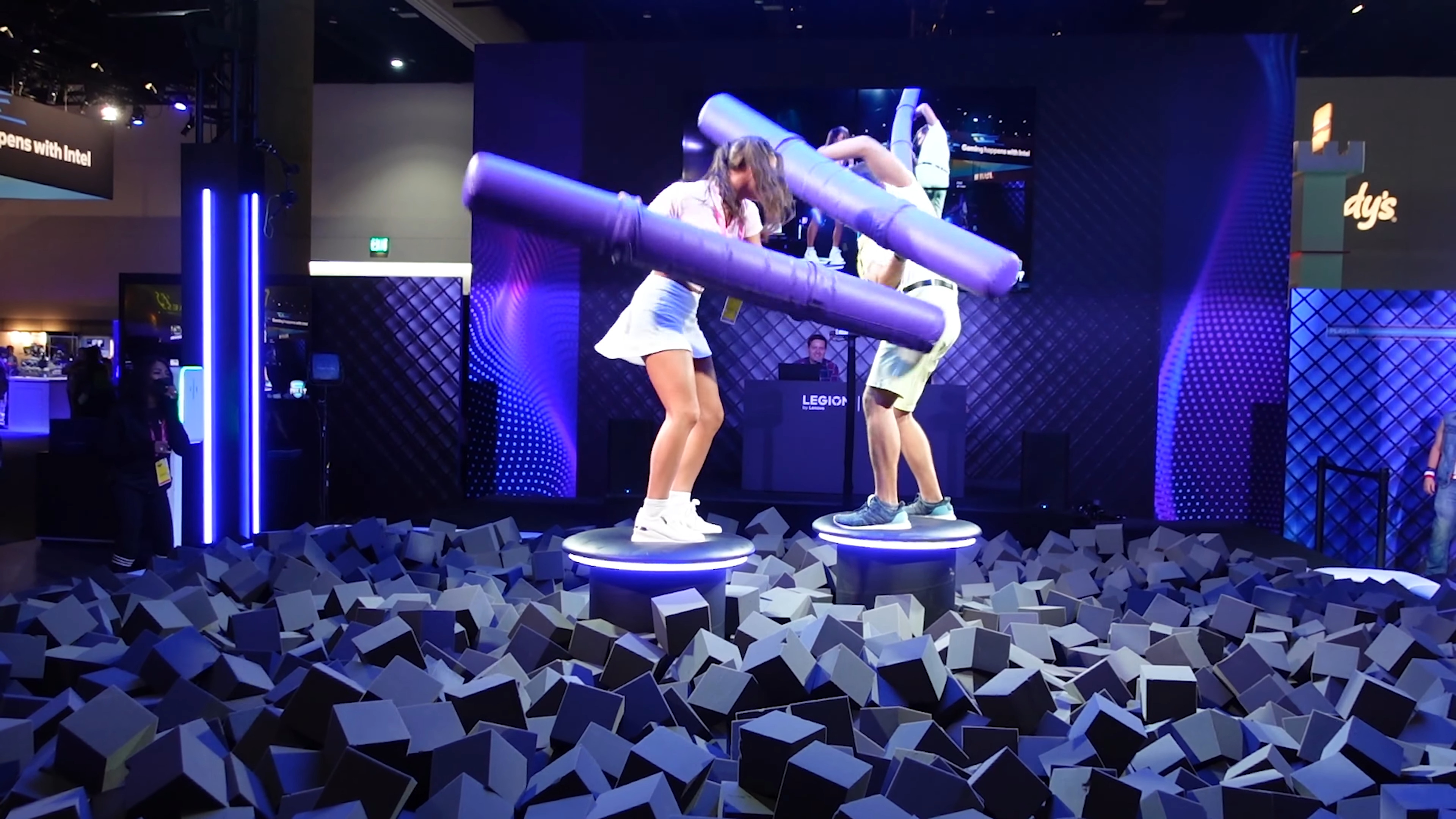
El pozo de espuma en TwitchCon de San Diego de 2022.

A pesar de ello, muchas personas criticaron el evento de San Diego. El evento recibió muchas críticas por no tener medidas de seguridad para los que presentaban, lo que causó espacios llenos de gente y denuncias de incidencias de acoso.

#### Incidentes
Una exposición interactiva organizada por Legion de Lenovo e Intel permitió a los participantes enfrentarse en una arena con grandes objetos blandos y caer en un foso de bloques de gomaespuma. Sin embargo, la arena no estaba debidamente acolchada, lo que provocó que las personas cayeran sobre suelo duro, lo que provocó diversas lesiones. De los dos heridos, la streamer Adriana Chechik informó que se había roto la espalda después de aterrizar y tuvo que someterse a una cirugía para reparar la fractura con un implante de varilla. Tanto Lenovo como Intel permanecieron en silencio al respecto. Chechik publicó en las redes sociales que ni Intel, Lenovo ni Twitch la habían contactado directamente sobre el incidente.
Al cierre del evento, Twitch no anunció una ubicación para un potencial evento de TwitchCon Norteamérica del 2023, rompiendo una tradición de años.

### 2023
La edición de TwitchCon en Europa se dará a cabo en Paris Expo Porte de Versailles (París, Francia), del 8 al 9 de julio de 2023.
El 16 de febrero, se dio a conocer que TwitchCon de Norteamérica se llevará a cabo en el Centro de Convenciones de Las Vegas del 20 al 22 de octubre de 2023. Esto será el primer evento fuera de California.

## Ubicaciones y fechas

### Norteamérica
| N.º | Fechas                                  | Evento                                                 | Ciudad                    | Asistencia    | Notas                                      |
| --- | --------------------------------------- | ------------------------------------------------------ | ------------------------- | ------------- | ------------------------------------------ |
| 1   | 25 y 26 de septiembre de 2015           | Centro Moscone                                         | San Francisco, California | 20,000        |                                            |
| 2   | 30 de septiembre – 2 de octubre de 2016 | Centro de Convenciones de San Diego                    | San Diego, California     | 35,000        |                                            |
| 3   | 20 al 22 de octubre de 2017             | Centro de Convenciones y Entretenimiento de Long Beach | Playa larga, California   | 50.000        |                                            |
| 4   | 26 al 28 de octubre de 2018             | Centro de Convenciones de San José                     | San José, California      | 30.000        |                                            |
| 5   | 27 al 29 de septiembre de 2019          | Centro de Convenciones de San Diego                    | San Diego, California     | 28,000        |                                            |
| 6   | 25 al 27 de septiembre de 2020          | Centro de Convenciones de San Diego                    | San Diego, California     | 0             | Cancelado debido a la pandemia de COVID-19 |
| 6   | 7 al 9 de octubre de 2022               | Centro de Convenciones de San Diego                    | San Diego, California     | ~30,000       |                                            |
| 7   | 20 al 22 de octubre de 2023             | Centro de Convenciones de Las Vegas                    | Winchester, Nevada        | Por confirmar |                                            |

### Europa
| N.º | Fechas                   | Evento                         | Ciudad                  | Asistencia    | Notas                                       |
| --- | ------------------------ | ------------------------------ | ----------------------- | ------------- | ------------------------------------------- |
| 1   | 13 y 14 de abril de 2019 | CityCube Berlín                | Berlín, Alemania        | 9,500         |                                             |
| 2   | 2 y 3 de mayo de 2020    | Centro de convenciones RAI     | Ámsterdam, Países Bajos | 0             | Cancelado debido a la pandemia de COVID-19. |
| 2   | 16 y 17 de julio de 2022 | Centro de convenciones RAI     | Ámsterdam, Países Bajos | 14,500        |                                             |
| 3   | 8 y 9 de julio de 2023   | París Expo Porte de Versailles | París, Francia          | Por confirmar |                                             |